# تریه لانلی
تریه لانلی (انگلیسی: Terje Langli؛ زادهٔ ۳ فوریهٔ ۱۹۶۵) اسکی‌باز صحرانوردی اهل نروژ بود.